# غوردون ميلر
غوردون ميلر (بالإنجليزية: Gordon Miller) هو واثب عالي بريطاني، ولد في 16 ديسمبر 1939 في كرويدون في المملكة المتحدة.

## وصلات خارجية
- غوردون ميلر على موقع أوليمبيديا (الإنجليزية)
- غوردون ميلر على موقع اللجنة الأولمبية البريطانية (الإنجليزية)